# Immobilarity
Albums de Raekwon
Only Built 4 Cuban Linx…
(1995) The Lex Diamond Story
(2003)
Immobilarity est le deuxième album studio de Raekwon, sorti le 16 novembre 1999.
L'album s'est classé 2e au Top R&B/Hip-Hop Albums et 9e au Billboard 200 et a été certifié disque d'or par la RIAA le 20 décembre 1999.
Contrairement à son premier album, Immobilarity ne contient aucune production de RZA et aucun couplet de Ghostface Killah. Cependant, il contient des apparitions d'autres membres du Wu-Tang Clan, Method Man et Masta Killa. Raekwon a déclaré que le titre de l'album est un acronyme de « I Move More Officially By Implementing Loyalty And Respect In The Youth ».

## Liste des titres
| No  | Titre                                                                               | Contient un (des) sample(s) de | Durée |
| --- | ----------------------------------------------------------------------------------- | --- | ----- |
| 1.  | Intro (Produit par The Infinite Arkatechz)                                          | Jurassic Park End Credits de John Williams | 2:19  |
| 2.  | Yae Yo (Produit par Carlos « Six-July » Broady)                                     | Trans-Europe Express de Kraftwerk Lestat’s Recitative d'Elliot Goldenthal                                                                                                  | 2:37  |
| 3.  | Casablanca (Produit par The Infinite Arkatechz)                                     | The Funeral Pyre de Basil Poledouris | 3:51  |
| 4.  | 100 Rounds (Produit par Triflyn)                                                    | | 4:54  |
| 5.  | Real Life (Produit par DJ Devastator)                                               | | 3:02  |
| 6.  | Power (featuring American Cream Team – Produit par Triflyn)                         | | 3:49  |
| 7.  | Skit 1                                                                              | | 1:05  |
| 8.  | All I Got Is You Pt. 2 (featuring Big Bub – Produit par Naheen « Pop » Bowens & Vo) | Penny Lover de Lionel Richie | 4:54  |
| 9.  | Jury (featuring Kim Stephens – Produit par The Infinite Arkatechz)                  | Andalu de Chris Spheeris | 3:51  |
| 10. | Fuck Them (featuring Method Man – Produit par Triflyn)                              | | 3:55  |
| 11. | Skit 2                                                                              | | 1:29  |
| 12. | Live From New York (Produit par The Infinite Arkatechz)                             | Eros de Chris Spheeris | 3:26  |
| 13. | My Favorite Dred (Produit par Triflyn)                                              | | 1:58  |
| 14. | Friday (Produit par Triflyn)                                                        | | 3:25  |
| 15. | The Table (featuring Masta Killa – Produit par The Infinite Arkatechz)              | Field of Tears de Chris Spheeris | 3:33  |
| 16. | Sneakers (Produit par Pete Rock)                                                    | Castles of Spain de Jimmy Stewart N.Y. State of Mind de Nas Rare Species (Modus Operandi) de Mobb Deep John Blaze de Fat Joe et Big Pun featuring Jadakiss, Nas et Raekwon | 3:02  |
| 17. | Raw (featuring American Cream Team – Produit par Naheen « Pop » Bowens et Vo)       | Winter Warz de Ghostface Killah, Raekwon, U-God et Masta Killa featuring Cappadonna                                                                                        | 3:07  |
| 18. | Pop Shit (Produit par Naheen « Pop » Bowens et Vo)                                  | | 3:18  |
| 19. | Heart to Heart (Produit par Naheen « Pop » Bowens et Vo)                            | Mister Magic de Grover Washington, Jr. | 4:04  |
| 20. | Forecast (Produit par Triflyn)                                                      | Tell Me It's Me You Want de Keith Sweat | 3:08  |
| 21. | Outro                                                                               | | 1:09  |